# 수지로 (용인시)
수지로(Suji-ro)는 경기도 용인시 수지구 상현동 상현교차로에서 대한민국 경기도 용인시 수지구 동천동 만당주유소앞삼거리을 잇는 도로다.

## 주요 경유지
경기도
- 용인시 수지구 (상현동 . 성복동 . 풍덕천동 . 신봉동 . 동천동)

## 노선
| 이름                         | 접속 노선                            | 소재지 | 소재지 | 소재지   | 비고 |
| ---------------------------- | ------------------------------------ | ------ | ------ | -------- | ---- |
| 상현 교차로                  | 국도 제43호선 (포은대로)             | 용인시 | 수지구 | 상현동   |      |
| 성복동입구 교차로            | 성복2로                              | 용인시 | 수지구 | 성복동   |      |
| 어정교                       |                                      | 용인시 | 수지구 | 성복동   |      |
| 푸른마을푸르지오 삼거리      | 성복2로76번길                        | 용인시 | 수지구 | 성복동   |      |
| 이마트사거리                 | 풍덕천로 신봉1로                     | 용인시 | 수지구 | 풍덕천동 |      |
| 신촌1교                      |                                      | 용인시 | 수지구 | 신봉동   |      |
| 수지성당삼거리               |                                      | 용인시 | 수지구 | 풍덕천동 |      |
| 토월초교사거리               | 수풍로 수지로296번길                 | 용인시 | 수지구 | 풍덕천동 |      |
| 노인회지회삼거리             | 문정로                               | 용인시 | 수지구 | 풍덕천동 |      |
| 풍덕천1동행정복지센터 사거리 | 수지로342번길                        | 용인시 | 수지구 | 풍덕천동 |      |
| 우성빌라삼거리               | 신수로683번길                        | 용인시 | 수지구 | 풍덕천동 |      |
| 초입마을사거리               | 문인로                               | 용인시 | 수지구 | 동천동   |      |
| 한국도자기사거리             | 손곡로                               | 용인시 | 수지구 | 동천동   |      |
| 현대홈타운2차삼거리          | 수지로461번길                        | 용인시 | 수지구 | 동천동   |      |
| 현대홈타운1차삼거리          |                                      | 용인시 | 수지구 | 동천동   |      |
| 만당주유소앞삼거리           | 국가지원지방도 제23호선 (대왕판교로) | 용인시 | 수지구 | 동천동   |      |

## 주요 건물및 시설
- 기아 오토큐 상현점  (수지로 6/상현동 351-13)
- 농협 상현지점 (수지로 37/상현동 166-4)
- 롯데슈퍼 프레시 수지1점 (수지로 62/상현동 193-1)
- 기아 수지지점 (수지로 98/상현동 103-1)
- 이디야커피 수지성복역점 (수지로 119/성복동 70-1)
- 성복역 (수지로 164/성복동 720-6)
- GS칼텍스 수지주유소 (수지로 164/풍덕천동 1035)
- 신봉파출소 (수지로 195/신봉동 908)
- 이마트 수지점 (수지로 203/신봉동 909)
- 신봉동 행정복지센터 (수지로 215/신봉동 898)
- 롯데리아 용인신봉점 (수지로 217/신봉동 899)
- CU 수지동부점 (수지로 323/풍덕천동 691)
- GS칼텍스 소모 수지제일주유소 (수지로 350/풍덕천동 33-2)
- 풍덕초등학교 (수지로 367/풍덕천동 664-1)
- 우리은행 수지동천지점 (수지로 419/동천동 886-2)
- 새마을금고 서용인새마을금고 동천지점 (수지로 425/동천동 886)